# フランシスコ・マルコス・バレンティン
マルキーニョス（Marquinhos）こと、フランシスコ・マルコス・バレンティン（Francisco Marcos Valentin、1976年2月24日 ‐ ）は、ブラジル出身の元プロサッカー選手。

## 来歴
2003年6月にCRBから期限付き移籍で京都パープルサンガに加入したが、試合に出場することなく2ndステージ開幕前の8月15日に選手登録を抹消。

## 所属クラブ
- 1998  チラデンテス
- 1999  リヴェルAC
- 2000  CRフラメンゴ
- 2000  セアラーSC
- 2001  マドゥレイラEC
- 2001  クリシューマEC
- 2001  トゥバロンFC（ポルトガル語版）
- 2002  グロリアス
- 2002-2006  CRB
  - 2003  アヴァイFC（期限付き移籍）
  - 2003  京都パープルサンガ（期限付き移籍）
  - 2005  AAインテルナシオナル (リメイラ)（期限付き移籍）
- 2007  マラカナンEC（ポルトガル語版）
- 2007  パウリスタFC
- 2008  4・デ・ジューリョEC（ポルトガル語版）
- 2008  ウニクリニックAC（ポルトガル語版）
- 2009  イパネマAC（ポルトガル語版）
- 2010-2013  クラテウスEC（ポルトガル語版）
  - 2010  バラスFC（ポルトガル語版）（期限付き移籍）
  - 2011  パラクルAC（ポルトガル語版）（期限付き移籍）
  - 2012  アトレチコ・カジャゼイレンセ・ジ・デスポルトス（ポルトガル語版）（期限付き移籍）

## 個人成績
| 国内大会個人成績 | 国内大会個人成績 | 国内大会個人成績 | 国内大会個人成績 | 国内大会個人成績 | 国内大会個人成績 | 国内大会個人成績 | 国内大会個人成績 | 国内大会個人成績 | 国内大会個人成績 | 国内大会個人成績 | 国内大会個人成績 |
| 年度             | クラブ           | 背番号           | リーグ           | リーグ戦         | リーグ戦         | リーグ杯         | リーグ杯         | オープン杯       | オープン杯       | 期間通算         | 期間通算         |
| 年度             | クラブ           | 背番号           | リーグ           | 出場             | 得点             | 出場             | 得点             | 出場             | 得点             | 出場             | 得点             |
| 日本             | 日本             | 日本             | 日本             | リーグ戦         | リーグ戦         | リーグ杯         | リーグ杯         | 天皇杯           | 天皇杯           | 期間通算         | 期間通算         |
| ---------------- | ---------------- | ---------------- | ---------------- | ---------------- | ---------------- | ---------------- | ---------------- | ---------------- | ---------------- | ---------------- | ---------------- |
| 2003             | 京都             | 33               | J1               | 0                | 0                | 0                | 0                | 0                | 0                | 0                | 0                |
| 通算             | 日本             | 日本             | J1               | 0                | 0                | 0                | 0                | 0                | 0                | 0                | 0                |
| 総通算           | 総通算           | 総通算           | 総通算           | 0                | 0                | 0                | 0                | 0                | 0                | 0                | 0                |